# Tipula osceola
Tipula osceola är en tvåvingeart som beskrevs av Alexander 1927. Tipula osceola ingår i släktet Tipula och familjen storharkrankar. Inga underarter finns listade i Catalogue of Life.